# Чоловік мислить, а Бог радить (картина)
Чоловік мислить, а Бог радить (англ. Man proposes, God disposes) — картина британського художника Едвін Генрі Лендсіра, що була створена в 1864 році. За основу взятий уявний сюжет про шматування ведмедями членів експедиції Джона Франкліна до північно-західного проходу, що зазнала невдачі в 1847 році. Картина під інвентарним номером THC 0032 перебуває в будівлі Роял Голловей у Лондоні.

## Історія
Картина була створена британським художником і скульптором, найвідомішим своїми картинами з зображенням тварин — Едвіном Генрі Лендсіром. Саме він взявся виконати уявний сюжет про невдалу експедицію Сера Джона Франкліна до морського шляху через північний льодовитий океан уздовж північного берега Північної Америки через Канадський Арктичний архіпелаг — північно-західного проходу. Франклін був досвідченим дослідником місцевості навколо Арктики. В 1845 році він разом зі 129 чоловіками на двох кораблях вирушив у експедицію. До 1848 року відомості про них були відсутні повністю. В 1854 році інший британський дослідник Джон Рей вирушив в експедицію з пошуку Франкліна. Досягнувши острову Кінґ-Вільям він дізнався від місцевих аборигенів, що група білих чоловіків покинула свої кораблі та поступово померла від холоду, голоду та хвороб. Згодом були знайдені тіла деяких членів експедиції, речі, а також сліди канібалізму серед них. Повернувшись до Великої Британії Рей опублікував звіт, в якому детально виклав всі подробиці. Ця історія викликала широкий резонанс у суспільстві та дебати, до яких приєднався навіть Чарлз Дікенс. Британці, які в силу традицій та пропаганди держави вважали себе найдосконалішою та цивілізованішою нацією у світі відмовлялися повірити в те, що члени експедиції могли вдатися до канібалізму. В 1881 році картину купив лікар та філантроп Томас Голловей за 6 615 фунтів стерлінгів, що вважалося досить великою сумою за картину сучасного художника.
З картиною, що знаходиться в одній з аудиторій університету Роял Голловей пов'язана стародавня легенда. В 1920 році робота Лендсіра з'явилася у стінах цього закладу й здобула неоднозначної репутації. Одні студенти вважали, що побачити її перед іспитами означало здати їх на відмінно через острах, а інші наголошували, що саме її споглядання призводило до провалу екзаменів. В 1970-х роках істерія навколо картини досягла апогею, коли один зі студентів відмовився складати іспит поки картину не приберуть геть. Його вимоги не були задоволені, але полотно завісили прапором Великої Британії. З того часу кожен рік ця процедура із завішування картини прапором повторюється. Також серед студентів переповідається історія про хлопця або дівчину, що досить довго дивилися на цю картину та перебуваючи під гіпнозом від неї скоїли самогубство, залишивши в передсмертній записці фразу — «Чоловік мислить, а Бог радить». Архіви навчального закладу та звіти поліції не підтверджують дійсність цієї історії, що робить її однією з «міських легенд».

### Опис
До 1864 року картини Едвіна Лендсіра про собак, оленів та коней в побутових сюжетах зробили його одним із найулюбленіших художників Великої Британії. Він був улюбленим живописцем королеви Вікторії та Альберта. З часом Лендсір все більше починав страждати від різних ознак психічних розладів — депресії, меланхолії, параної. В 1872 році він навіть офіційно буде визнаним божевільним. Перебуваючи в пригніченому настрої Лендсір намалював одну із найбільш відомих своїх картин — «Чоловік мислить, а Бог радить». Робота являє собою величезну панораму, де зображена арктична сцена з двома білими ведмедями, що знаходяться біля останків корабля та мертвого тіла. На викладення сюжету, Лендсіром вплинула робота Мілтона «Утрачений рай» та картини Джона Мартіна. За думкою останніх тварини та люди жили в гармонії, допоки останні через своє гріхопадіння не зробили тварин злими. За задумом Лендсіра картина мала передавати алегорію екологізму та образ марності людських зусиль. На відміну від живопису Мартіна, де зображення тварин підкреслюю нікчемність людини, картина Лендсіра наголошує на песимізмі та безбожності. Те, що змалював Лендсір, було інверсією природного та морального порядку вікторіанської епохи. Ведмеді в його виконанні наділені приголомшливою жорстокістю: один розриває червоний прапор корабля, а інший хрумтить людськими кістками. Після того, як картина була виставлена в Королівській академії, вдова Франкліна відмовилася її дивитись.